# NGC 1847
NGC 1847 (другое обозначение — ESO 56-SC66) — рассеянное скопление в созвездии Золотой Рыбы, расположенное в Большом Магеллановом Облаке.
Этот объект входит в число перечисленных в оригинальной редакции «Нового общего каталога».
Скопление имеет ядро радиусом 1,2 парсека, приливный радиус составляет 12 пк. Общая масса звёзд с абсолютной звёздной величиной больше +1m составляет в нём около 10 тысяч масс Солнца. На диаграмме Герцшпрунга — Рассела для NGC 1847 видна густонаселённая главная последовательность и малонаселённая, но чётко видная ветвь гигантов. Возраст скопления — 25 ± 10 миллионов лет, распространённость тяжёлых элементов в нём около 0,01.